# 히라누마 기이치로
히라누마 기이치로(일본어: 平沼騏一郎, 1867년 9월 28일 ~ 1952년 8월 22일)는 일본의 정치인이다. 작위는 남작. 법학 박사. 니혼 대학 총장, 다이토 분카 대학 총장, 제35대 내각총리대신을 지냈다. 경제산업대신 히라누마 다케오의 조부이자 양부이다.

## 초기 이력

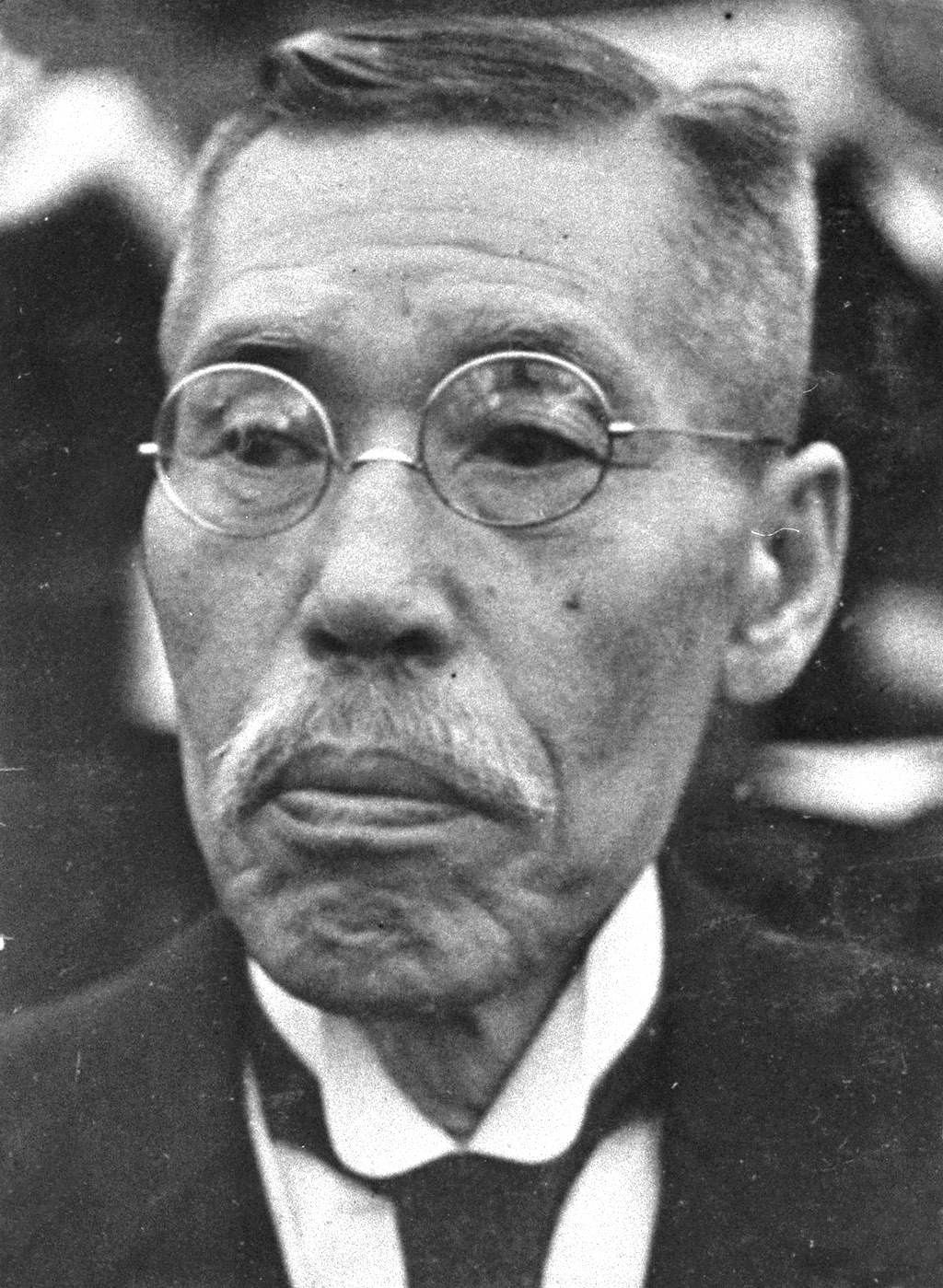
프록 코트를 착용한 히라누마

히라누마는 오늘날의 오카야마현의 쓰야마시에서 하급 사무라이의 아들로 태어났다. 그는 도쿄 제국대학 법학부에서 영국법을 전공하고 1888년 졸업하였다. 이후 법무성에 들어갔다.
히라누마는 법무성의 여러 요직을 거치며 공정한 법집행으로 명망을 높였고, 특히 1909년 25명의 전·현직 의원을 뇌물수수혐의로 체포하기도 하였다. 그는 1911년 법무부대신에 임명되었고, 1912년 검사총장이 되었다. 1915년 그는 오쿠마 시게노부 내각의 오우라 가네타케 내무대신을 뇌물수수혐의로 사임시켰다.

## 우익 법조인
히라누마는 일본의 정당정치의 부패와 부도덕에 단호한 태도를 보였고, 이런 성향은 천황중심의 체제를 위협할 수 있는 사회주의나, 자유주의에 대해서도 마찬가지였다. 그리하여 국가주의적인 단체에 참여하기도 하고, 육군 장교 아라키 사다오와 함께 고쿠혼샤라는 단체를 조직하기도 하였다. 1921년 히라누마는 일본 대법원장이 되었다.
제2차 야마모토 내각에서 법무대신으로 재임하였다. 그는 재임시, 사상경찰을 설립하여 공산주의, 사회주의, 또는 체제에 위협되는 각종 사상에 대처하였다.

## 추밀원의 막후실세
1924년 히라누마는 귀족원의 의장이 되었고, 추밀원에도 임명되었다. 1926년 그는 남작위를 받았다. 히라누마는 추밀원에서 10여년간 재임하였고, 정계의 막후에서 강한 영향력을 행사하였다. 그는 제2차 와카쓰키 내각과 하마구치 내각의 경제개혁을 강하게 반대하였다.
1931년 일본 제국 육군에 의해 만주사변이 발발하고, 이러한 침략행위가 국내외적으로 논란이 되자, 히라누마는 강하게 육군측을 지지하였다. 또한 꼭두각시 정권인 만주국의 수립을 돕기도 하였다. 국제 연맹에서 이를 문제삼자, 일본이 국제연맹을 탈퇴하는 것을 주도하기도 하였다. 1934년 그는 데이진 사건의 수사를 지휘하여, 사이토 내각이 사임하도록 만들었다. 1936년 그는 추밀원 의장에 임명되었다.

## 내각 총리
히라누마는 1939년 1월 수상에 취임하였다. 그의 수상 재임시 나치 독일과의 동맹의 득실이 주된 논쟁거리였다. 히라누마는 나치 독일과 반공 협정을 원했으나, 독일과의 군사동맹은 미국이나 영국과의 전쟁으로 비화할 수 있기 때문에 반대하였다. 1939년 8월에 독소 불가침 조약이 맺어져서 외교적인 변화가 일어났고, 비슷한 시기에 노몬한 사건에서 소련군에게 일본군이 대패하자 히라누마는 수상에서 사임하여 아베 노부유키 내각이 뒤를 이었다.

## 내무 대신
히라누마는 후임 제2차 고노에 내각에서 내무대신으로 다시 입각하였다. 그는 내무대신으로서 국가신토를 강력히 장려하였다. 히라누마는 마쓰오카 요스케 외무대신의 모험적인 강경외교, 특히 마쓰오카가 주도하여 맺어진 일본-독일-이탈리아의 3국동맹을 강하게 반대하였다.

## 쇼와 천황의 고문
이후 대전 기간 동안 쇼와 천황의 비공식 자문역할을 하였다. 이를 주신(重臣)이라고 한다. 전쟁말기인 1945년 4월 다시 추밀원 의장에 선출되었으나, 일본의 항복 이후 극동 국제 군사 재판에서 A급 전범으로 체포되었고 종신형을 선고받았다. 1952년에 석방되었고 석방 직후 사망하였다.

## 같이 보기
- 히라누마 내각
- 일본의 전쟁 범죄
- A급 전범
- 국가 신토